# Pegasus Verlag
Der Pegasus Verlag (ursprünglich Pegasus Verlag und Vertrieb für gute Literatur) in Wetzlar war ein seit 1949 bestehender Verlag. Er ist nach Pegasus benannt, das auch Sinnbild für Dichtkunst war.
1953 bis 1961 hatten sie eine Kriminalbuchreihe, in der unter anderem die ersten Lemmy Caution Romane in Deutschland von Peter Cheyney veröffentlicht wurden. In den 1950er Jahren verlegten sie auch Tarzan-Romane von Edgar Rice Burroughs, teilweise in deutscher Erstveröffentlichung. Der erste Tarzan-Roman erschien dort 1950.
Außerdem hatten sie 1959 bis 1962 eine Reihe mit Jazzbüchern (Jazz-Bücherei), in der die Biographien vieler bekannter Jazzmusiker erschienen (häufig die ersten solchen Biografien in deutscher Sprache). Hans H. Reinfeldt gab darin insgesamt 12 Bücher heraus unter anderem von den Autoren Peter Kunst (Sidney Bechet), Werner Burkhardt/Joachim Gerth (Lester Young), Siegfried Schmidt-Joos (Charlie Parker), Jimmy Jungermann (Ella Fitzgerald), Horst H. Lange (Red Nichols, Nick LaRocca), Werner Götze (Dizzy Gillespie), Dietrich Schulz-Köhn (Django Reinhardt, Stan Kenton), Ingolf Wachler (Benny Goodman), Erhard Kayser (Mahalia Jackson) und Hans-Jürgen Winkler (Louis Armstrong). Jedes Buch war kartoniert, hatte 48 Textseiten und 16 ganzseitige Schwarz-Weiß-Abbildungen.
Noch in den 1970er Jahren veröffentlichten sie heimatkundliche Werke. Auch ihre erste Veröffentlichung 1949 war heimatkundlich.
Es gab auch in den 1920er Jahren kurzzeitig einen Verlag gleichen Namens in Wien und Berlin. Es gibt auch einen Spieleverlag Pegasus Spiele.